# گلبن کازرونی
حاج محمدکاظم کازرونی مشهور به گُلبُن، شاعر و عارف بنام قرن سیزدهم هجری ‌است. اثر مشهور او گلشن اسرار نام دارد.

## زندگی
گلبن کازرونی در ۱۴ سالگی به قصد تحصیل و تهذیب از کازرون خارج شده و به هندوستان، عراق، شامات، حجاز و اکثر نقاط ایران سفر کرد. پس از کسب تحصیلات و رسیدن به درجات عرفانی در ۷۰ سالگی به کازرون بازگشت و به بیان اندیشه‌های خود پرداخت. در آثار او به شکل ویژه به شهر کرمان اشاره شده که گلبن مدت‌ها در آنجا ساکن بوده است. همچنین مدتی را در میام اقوام لر زندگی کرده و سفرهایی نیز به شهرهای مسقط، ارفه و موصل داشته است.
فتحعلی‌شاه قاجار پیش از رسیدن به پادشاهی و در زمانی که حاکم فارس بود، پس از شنیدن تعاریفی از گلبن، او را به شیراز دعوت کرد. اما گلبن از رفتن به شیراز خودداری نمود. پس از آن فتحعلی‌شاه برای دیدار گلبن به کازرون رفت و وارد باغ نظر، از باغ‌های تاریخی کازرون شد و گلبن را به نزد خود فراخواند، اما گلبن مجدداً از این دستور سر باز زد. نهایتاً فتحعلی‌شاه شخصاً به نزد گلبن رفت و سکه‌هایی به او هدیه کرد، اما گلبن نپذیرفت.

## آثار
آثار گلبن شامل ۱۰ جلد کتاب شعر بوده است که تنها ۴ مورد شناسایی شده است: 
- مثنوی سیرالنّاس
- رامچندنامه
- دیوان اشعار
- گلشن اسرار

## درگذشت
در مورد درگذشت گلبن دو نظر وجود دارد. حقایق‌نگار خورموجی، مورخ دورهٔ قاجار، مرگ گلبن را به‌وسیلهٔ سمی که همسرش به او خوراند، ذکر کرده است. با این وجود منابع دیگری ذکر کرده‌اند که همسر گلبن، پیش از او درگذشته است.  
سال دقیق مرگ گلبن نیز مشخص نیست و تنها اطلاعات موجود در این‌باره، آخرین تاریخ موجود در دیوان وی مربوط به سال فوت علی‌قلی خان کازرونی، حاکم وقت کازرون است که مربوط به سال ۱۲۶۶ هجری قمری می‌باشد.
با این وجود به استناد روشی نامؤثق و خوابی که سعیدی کازرونی، از شعرای قدیم کازرون در مورد او می‌بیند، سال درگذشت او را ۱۲۷۰ هجری قمری ذکر کرده‌اند.

## آرامگاه
ناصر دیوان کازرونی، کلانتر کازرون در دورهٔ قاجار که ارادت ویژه‌ای به گلبن کازرونی داشت، مقبره او را مرمت نمود. آرامگاه گلبن در شمال حیاط وسیعی قرار داشته که طرفین آن ایوان، دو اتاق کوچک ساخته شده بوده و در یکی از آن‌ها نیز، ناصر دیوان کازرونی مدفون بوده است.
با این وجود این مکان در سال‌های بعد ویران شد و امروز از مکان دقیق مقبرهٔ گلبن اثری در دست نیست.